# Acmaeopidonia aerifera
Acmaeopidonia aerifera là một loài bọ cánh cứng trong họ Cerambycidae.